# 韋德納灣

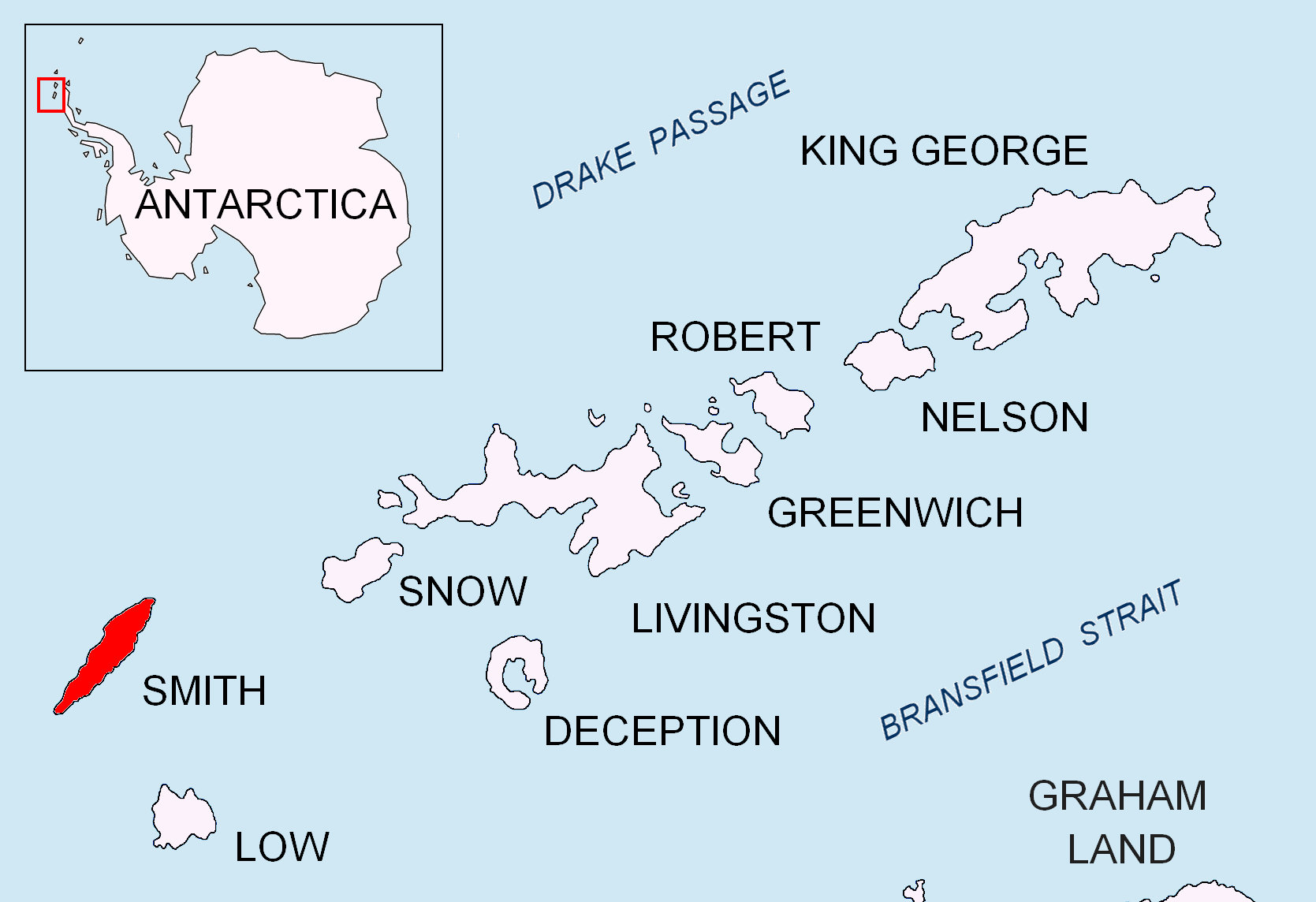

韋德納灣是南極洲的海灣，位於南設得蘭群島的史密斯島西北岸，長0.56公里、寬1.73公里，處於德良角以西，以保加利亞西部的河流命名。
62°53′09″S 62°23′10″W / 62.88583°S 62.38611°W

## 外部連結
- SCAR Composite Antarctic Gazetteer（页面存档备份，存于）